# Edenholzhausen (Weichs)
Edenholzhausen ist ein Gemeindeteil der Gemeinde Weichs im oberbayerischen Landkreis Dachau.

## Geschichte
In der ersten urkundlichen Nennung 1330 wurde der zu Weichs eingepfarrte Ort Holtzhausen bei Ainhofen genannt. 1474 hieß er Jörgenholzhausen wegen seiner damaligen Georgsfilialkirche, welche 1803 zerstört wurde. Um 1760 gehörte Edenholzhausen zur Hauptmannschaft Gundackersdorf.